# Deutsche Handelsflotte
Die deutsche Handelsflotte umfasst alle Handelsschiffe, die in das deutsche Schiffsregister eingetragen sind. Nur solche Seeschiffe gehören zur Handelsflotte, die klassifiziert sind und im Schiffsregister stehen. Die Hochseefischerei gehört nicht zur Handelsflotte. Der Seehandel – die Kauffahrtei – und die Passagierschiffe betreiben Seeschifffahrt. Für die Handelsflotte wird im Seerecht, Völkerrecht, Europarecht und Handelsrecht (und in der Statistik) auch der Begriff Handelsmarine verwendet. Der Verband Deutscher Reeder spricht von Deutscher Handelsflotte.

## Bestand
Die folgenden zwei Tabellen (Stand 31. Dezember 2023) zeigen die Struktur der deutschen Handelsflotte. Erfasst sind alle Handelsschiffe (über 100 BRZ) in Eigentum deutscher Reedereien, unabhängig von der Handelsflagge der Schiffe.
| Schiffstyp                     | Schiffe | 1.000 BRZ | 1.000 tdw |
| ------------------------------ | ------- | --------- | --------- |
| Passagierschiffe               |         |           |           |
| Kreuzfahrtschiffe              | 30      | 2.080     | 179       |
| Fahrgastschiffe                | 81      | 44        | 7,9       |
| Sportangelfahrzeuge u. a.      | 7       | 1         | 0,4       |
| Insgesamt                      | 118     | 2.125     | 187       |
| Trockenfrachter                |         |           |           |
| Eisenbahnfähren                | 2       | 30        | 5         |
| Andere Fähren                  | 28      | 413       | 84        |
| RoRo-Schiffe                   | 16      | 288       | 106       |
| Stückgutfrachter               | 626     | 5.207     | 7.149     |
| Kühlschiffe                    | 0       | 0         | 0         |
| Containerschiffe               | 621     | 26.538    | 29.973    |
| Bohrinselversorgungsschiffe    | 5       | 4         | 5         |
| Massengutfrachter              | 205     | 8.907     | 16.080    |
| Insgesamt                      | 1.503   | 41.388    | 53.402    |
| Tanker                         |         |           |           |
| Mineralöltanker                | 99      | 2.288     | 3.582     |
| Bunkerboote                    | 4       | 2         | 3         |
| Gastanker                      | 30      | 801       | 759       |
| Chemikalien- und übrige Tanker | 45      | 399       | 581       |
| Insgesamt                      | 179     | 3.489     | 4.924     |
| Handelsschiffe insgesamt       | 1.800   | 47.002    | 58.514    |

| Jahr            | 1970 | 1975 | 1980  | 1985 | 1990 | 1995  | 1997  | 1998  | 1999  | 2000  | 2001  | 2003  | 2004  | 2005  | 2006  | 2007  | 2008  | 2009  | 2010  | 2011  | 2012  | 2013  | 2014  | 2015  | 2016  | 2023  |
| --------------- | ---- | ---- | ----- | ---- | ---- | ----- | ----- | ----- | ----- | ----- | ----- | ----- | ----- | ----- | ----- | ----- | ----- | ----- | ----- | ----- | ----- | ----- | ----- | ----- | ----- | ----- |
| Schiffe (Stück) | 2578 | 2120 | 1900  | 1750 | 1410 | 1542  | 1645  | 1850  | 2010  | 2110  | 2230  | 2397  | 2575  | 2729  | 3011  | 3220  | 3371  | 3548  | 3716  | 3784  | 3671  | 3477  | 3244  | 3015  | 2823  | 1800  |
| 1.000 BRZ       | 7485 | 9965 | 11833 | 9524 | 7518 | 10797 | 15252 | 19924 | 23039 | 26584 | 29726 | 33975 | 40879 | 49946 | 58751 | 65899 | 71003 | 76281 | 83609 | 88732 | 89068 | 86358 | 81910 | 78064 | 70952 | 47002 |

Daten jeweils zum 1. Januar des Jahres, ab 1997 zum 31. Dezember des Jahres.

## Rechtsnormen
„Alle deutschen Kauffahrteischiffe bilden eine einheitliche Handelsflotte.“

Alle Wasserfahrzeuge der Deutschen Handelsflotte müssen die deutsche Nationalflagge führen.

## Sonstiges
Während der Weltwirtschaftskrise 2009/10 waren viele Handelsschiffe aufgelegt oder fuhren nur mit deutlich reduzierter Geschwindigkeit, um Kraftstoff zu sparen (Slow steaming). Eine Schifffahrtskrise durch ein Überangebot an Laderaum begann. Zu viele Schiffe waren bestellt bzw. gebaut worden und kamen nach Fertigstellung an den Markt, während gleichzeitig das Ladungsaufkommen zurückging (siehe auch Schweinezyklus). Bis heute (Mitte 2013) hat es sich nicht nachhaltig erholt. Frachtraten (= Transportpreis) und Charterraten (Mietpreis ein Schiff) brachen ein. Besonders betroffen sind die in Deutschland verbreiteten Charterreedereien. Die Überkapazitäten an Containerschiffen werden als drohende Katastrophe gesehen.

## Große Reedereien

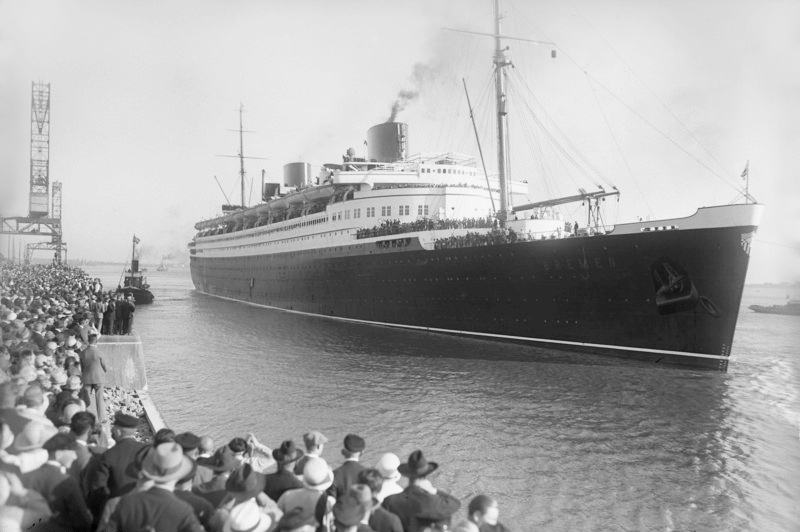
Bremen (Schiff, 1929)

- Bugsier-, Reederei- und Bergungsgesellschaft
- Deutsche Afrika-Linien/John T. Essberger Group of Companies
- Deutsche Seereederei – kurz: DSR-LINES.
- F. Laeisz
- Hamburg Süd
- Hapag-Lloyd
- Knöhr & Burchard
- Norddeutscher Lloyd
- NSB Niederelbe Schiffahrtsgesellschaft – kurz: Reederei NSB.
- Oldendorff Carriers
- Rickmers Reederei#Die Rickmers-Segelschiffflotte
- Adolph Woermann